# 極左
極左（きょくさ、英：far left, extreme left）、急進左翼（きゅうしんさよく、英：radical left）ないし、革命的左翼（かくめいてきさよく、英：revolutionary left）とは、極端に左翼的な思想・人物・党派・勢力を指す。対義語は極右である。

## 概要
「極左」とは、左翼・右翼の視点における用語で、その思想の性質や比重などが極端に左派である思想や個人や集団を指す。極左は通常は、平等主義・社会階層上の政治的、経済的、社会的な権力層に対する徹底した反対と闘争を主張し、支配階級に関連する人々と敵対する。
「極左」や「極右」の用語は学者により多くの意味で使用され、相互に矛盾するものも含まれる。また「極左」や「極右」はあくまで相対的な用語であり、自称する例は少なく、レッテル張りに使われる場合も多い。
複数の政治的スペクトルの観点からは、主に経済面における「左翼」や「極左」と、主に社会面における「左翼」と「極左」には、明白な相違がある。
主に経済面における「左翼」とは通常、経済的平等を実現するために共同体や政府の役割を推進する社会主義や共産主義であり、その「極左」とは社会主義や共産主義の中で特に急進的な思想のことである。しかし、どこからを急進的と呼ぶかは時代や学者や観点により異なる。社会主義を各国における主要産業の国営化などの改良主義と考え、その対比で共産主義革命や私有財産制の廃止などを主張する共産主義を急進主義と考える立場、共産主義の中で特に暴力革命やプロレタリア独裁を主張するマルクス・レーニン主義などを急進的と考える立場、一国社会主義論のソ連型社会主義を批判して永続革命論を主張するトロツキズムなどを急進的と考える立場、米ソデタントなども行ったソ連型社会主義と対比して、より徹底した反帝国主義闘争を主張した新左翼各派などを急進的と考える立場など様々である。
主に社会的側面における「左翼」とは通常、社会的平等を実現するために権威や権力の最少化を推進する無政府主義であり、その「極左」とは無政府主義の中で特に急進的な思想のことである。しかし無政府主義は通常、統一された組織や定式化された教義なども拒否する多様な思想の総称であるため、その中の特に急進的な思想や集団の例示は困難である。
また経済的側面と社会的側面の両方に関連する「左翼」は、社会主義や共産主義と無政府主義の両方の側面を持っており、代表例には集産主義的無政府主義やアナルコサンディカリスムなどがある。その「極左」とは、これらの中で特に急進的な思想のことである。
フランスの『極左の辞典』（Serge Cosseron編）は、「極左」を「共産党の左に位置している全ての運動」と定義している。

## 日本
警察庁によると日本においてはいわゆる極左暴力集団（新左翼）など「日本共産党よりも左翼的なもの」が極左と定義される。そのためメディアでは日本共産党は急進左派と表現されることが一般的である。
なお思想上の急進主義ではなく、行動上の暴力主義は通常「過激派」と呼ばれる。極左の暴力主義集団は日本では通常、マスコミでは「（左翼、極左）過激派」、警察では「極左暴力集団」、日本共産党の独自用語では「ニセ「左翼」暴力集団」と呼ばれる。
日本の極左過激派勢力は原発事故を機に本来の組織名や党派性を隠して積極的にオルグを進めているとされる。具体的な情勢では、2014年現在、中核派や革労協が活動家の数を減らしている一方で、革マル派が勢力を拡大しているという情報がある。　

## 歴史
近代における市民社会確立の契機となった市民革命は、しばしば武力を伴う暴力革命であった。その代表的な存在であるフランス革命では、急進的な共和派が国民議会の議長席から見て左側に陣取ったため、これが左翼の語源となった。フランス革命においては、革命の進行に伴って、共和派の中でもさらに急進的なジャコバン派が独裁政治を開始し、反対派を多数処刑する恐怖政治を行った。ジャコバン派の別称は、当時は議場においては後方の高い位置に陣取っていたことから「山岳派」となっていた。
1960年代から1970年代にかけて、ベトナム戦争に対する反戦運動や非同盟諸国の解放・民族自決権運動、冷戦下の西側各国における学生運動の盛り上がりなどを背景として、パレスチナ解放人民戦線 (PFLP) 、フランスの直接行動グループ、西ドイツの赤軍派、イタリアの赤い旅団、日本の日本赤軍などが国際的にテロを行う有名な極左テロ組織として台頭した。彼らは革命や民族解放を標榜してテロやハイジャックを頻繁に行ったが、これらの大半は過激な犯罪行為によりテロリストや過激派として政府当局から弾圧され、また日本においては党派間の路線対立による内ゲバの激化による支持層やシンパの離反を招いたため、暴力革命・政府転覆という目標は達成されなかった。
ソビエト連邦崩壊による冷戦終結とともに極左勢力の退潮は決定的となった。ただし従来よりソ連型社会主義をスターリニズムであり真の社会主義では無いと批判している新左翼各派は、ソ連崩壊は当然としている。
近年では、先進国においては、爆弾テロや殺人（暗殺）といった非合法的暴力から、デモや抗議、プロパガンダといった合法的手段への転換を標榜する傾向にあり、主に市民派のグループを名乗って合法的な選挙によって議員を確保していることもしばしばある。また、ブント（現・アクティオ・ネットワーク）のように活動手段の転換を基礎付ける形で、マルクス主義などの階級闘争史観を有する綱領を放棄するなど、政治目標においても路線転換を図った組織もある。しかし、中には、デモ行動中に暴徒化し破壊活動に走る場合もあり、それを意図してデモ参加者を扇動する党派も存在している。
発展途上国で活発な活動を行なっているのはペルーのセンデロ・ルミノソなどがある。
しかし、例えば極左に所属するフランス政党、トロツキー主義に基づいた反資本主義新党や労働者の闘争党などはテロに反対し、トロツキー自身もテロという戦略が誤っていると主張した。極左フランスのアナキズム組織も、例えばオルターナティヴ・リバタリアンはテロに反対する立場である。フランス極左組織や政党などは、テロによって当然民衆が支持しなくなり、テロを行っても資本主義の体制にインパクトがほとんどないと唱え、テロに反対し、ゼネストを支持している。

## 極右との共通点
極右（思想）と同じく、極左（思想）もまた「支配者に取っての善き物」を民衆に強制する強権性と独善性、国家や社会の権利が個人の権利を優越するとする全体主義などの面では、思想的・行動的に共通点が存在する。極左系党派が綱領に掲げる民主集中制などはその典型例である。極右から極左へ、あるいは極左から極右への転向例も少なくない。
マルクス・レーニン主義を掲げる社会主義国、特にスターリニズムは、通常は左翼と呼ばれるが、アメリカの自由主義者などからは極端な共産主義という意味で「極左」と、また対立する他の左翼などからは極端な国家主義・個人崇拝・愛国主義・軍国主義・排外主義などの意味で「極右」「社会帝国主義」「国家資本主義」などと呼ばれる事もある。

## 批判用語
対立する左翼党派の間で相手を「極左」あるいは「もはや左翼ではなく、我々左翼に敵対する右翼や権力である」という批判的用語には以下がある。
- ソビエト連邦共産党やコミンテルンによるトロツキズムなどに対する「極左冒険主義」や「帝国主義の手先」など（詳細は トロツキズム#レッテルとしての「トロツキスト」 を参照）
- 中国共産党による反体制勢力に対する「反右派闘争」
- 日本共産党による新左翼各派に対する「ニセ「左翼」暴力集団」や「ニセ「左翼」」[15]　、「トロツキスト暴力集団」などもかつてあった。また、ソ連派や構造改革派は「修正主義集団」、中国派は「毛沢東盲従集団」とも呼んでいた。
- 革マル派による中核派などに対する「権力の謀略」や「国家権力の走狗」など[16]
- 中核派による革マル派に対する「ファシスト・カクマル」など[17][18]　「反革命カクマル」などというのも。

## 代表例
通常「極左」と呼ばれる主な思想や運動や組織には以下がある。ただし極右同様、「極左」と名指しされた側が極左を自認するケースはほとんど無く、その定義は時代や場所により異なると言えるので注意が必要である。
- 起源とされるもの
  - フランス革命でのジャコバン派
- 共産主義やアナキズムの潮流の中で特に急進的・暴力的な行動を行ったもの
  - ロシア革命（十月革命）におけるボリシェヴィキ
  - 第一次世界大戦後のドイツ共産党
  - 第四インターナショナルに所属するトロツキズムを標榜する組織
  - 所感派指導下（1951年～1954年）の日本共産党[19][20]
  - 中国・文化大革命における紅衛兵
  - カンボジアのクメール・ルージュ
  - コロンビアのコロンビア革命軍
  - ペルーのセンデロ・ルミノソ
  - 新左翼やノンセクト・ラジカル
    - 日本の新左翼（革マル派、中核派、革労協など）
    - 日本赤軍、ドイツ赤軍、イタリアの赤い旅団、東アジア反日武装戦線など

## 参照
1. ↑  Left and right: the significance of a political distinction, Norberto Bobbio and Allan Cameron, University of Chicago Press, 1997. pp. xvii, 37.
2. ↑  Altemeyer, Bob. The authoritarian specter. President and Fellows of Harvard College, 1996. p. 219.
3. ↑  Altemeyer, Bob. Personality and democratic politics. President and Fellows of Harvard College, 1996. Berkeley and Los Angeles, California, USA; London, England, UK: University of California Press, 1975. p. 203.
4. ↑  http://www.politicalcompass.org/analysis2
5. ↑  Cosseron, Serge (編). Le dictionnaire de l'extrême gauche. パリ: Larousse, 2007. p.20
6. ↑  “「左翼」の共産党を「極左」に見せる印象操作 - 小林正弥｜論座アーカイブ”. webronza.asahi.com. 2024年12月15日閲覧。
7. ↑  第4章　公安情勢 過激派警察庁
8. ↑  今どきの若者なぜ中核派？　反原発やサークル装い浸透　京大捜索で注目産経新聞 2014年11月30日
9. ↑  吉田茂とサンフランシスコ講和・第 1 巻三浦陽一
10. ↑  政治学・行政学の基礎知識（堀江湛）149p
11. ↑  「Truman {far right) emphasizes point while Stalin {far left) listens」LIFE - 1955年10月17日
12. ↑  「Joseph Stalin (far right) and Leon Trotsky (second from left) stand together as comrades in 1917」 - Systems of Government Communism (R. Grant)
13. ↑  「The radical distrust of mainstream media found on the far Left can certainly be found in spades on the ultra-Right.」Radical media: rebellious communication and social movements (John Downing)
14. ↑  「Stalinism as ultraleft and nationalism as ultraright」Yugoslavia: a state that withered away (Dejan Jović) p191
15. ↑  ニセ「左翼」への「泳がせ政策」とは？ - 日本共産党
16. ↑  共産主義者, 第166～171号
17. ↑  中曽根の国家改造計画批判（城戶通隆）361P
18. ↑  米帝の戦争政策と日帝の軍事大国化:反戦・反安保・反核闘争の発展のために（樫山康次）P509
19. ↑  Yahoo!百科事典（小学館『日本大百科全書』）[リンク切れ]
20. ↑  警察庁、私の戦後史と日本共産党論、日本の労働組合100年